# 蓬塔尔西
蓬塔尔西（法語：Pont-Arcy，法語發音：[pɔ̃.t‿aʁsi]）是法国上法蘭西大區埃纳省的一个市镇，属于苏瓦松区。

## 地理
蓬塔尔西（49°23'43"N, 3°37'48"E）面积3.18 平方千米，位于法国上法蘭西大區埃纳省，该省份为法国北部内陆省份，北起北部省，西接索姆省和瓦兹省，东临阿登省和马恩省，西南至塞纳-马恩省，东北部与比利时接壤。
与蓬塔尔西接壤的市镇（或旧市镇、城区）包括：布尔和科曼、穆西-韦尔讷伊、圣马尔、苏皮尔、维耶尔阿尔西。

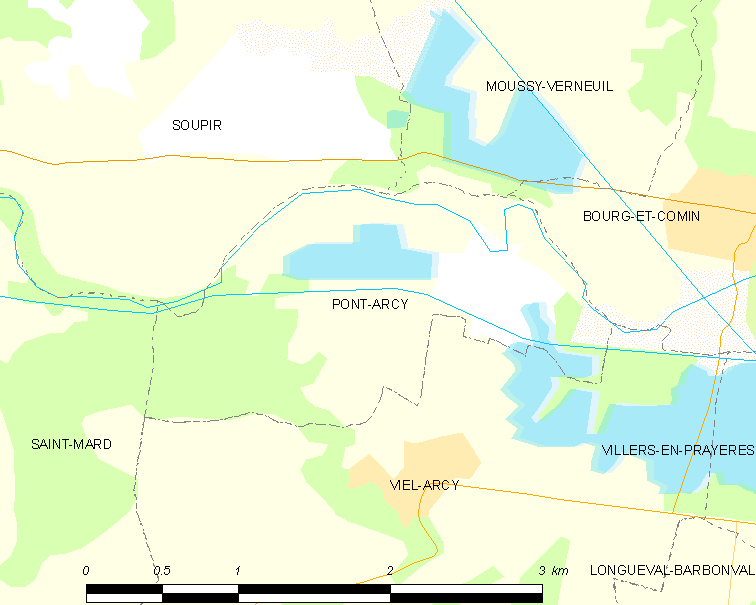
蓬塔尔西的OSM定位图

蓬塔尔西的时区为UTC+01:00、UTC+02:00（夏令时）。

## 行政
蓬塔尔西的邮政编码为02160，INSEE市镇编码为02612。

## 政治
蓬塔尔西所属的省级选区为塔德努瓦地区费尔县。

## 人口

1962-2008年间蓬塔尔西人口变化图示

蓬塔尔西于2022年1月1日时的人口数量为118人。